# میرزا محمد باقر ادیب گلپایگانی
میرزا محمد باقر ادیب گلپایگانی از سیاستمداران ایرانی بود، که در دوره نخست بعنوان نماینده گلپایگان در مجلس شورای ملی حضور داشت.